# دی‌اف‌اس ۱۹۳
دی‌اف‌اس ۱۹۳ (به انگلیسی: DFS_193) یک هواگرد ملخ‌پیشین تک‌موتوره از نوع هواگرد آزمایشی ساخت شرکت Deutsche Forschungsanstalt für Segelflug است.